# 卡尼 (匈牙利)
卡尼，是匈牙利包尔绍德-奥包乌伊-曾普伦州所辖的一个村。总面积9.25平方公里，总人口63，人口密度6.8人/平方公里（2011年1月1日）。